# Faouzi El Brazi
Faouzi El Brazi (22 de maio de 1977) é um ex-futebolista profissional marroquino que atuava como defensor.

## Carreira
Faouzi El Brazi representou a Seleção Marroquina de Futebol nas Olimpíadas de 2000.